# Sant Andiòu de Vals
Sant Andiòu de Vals (en francès Saint-Andéol-de-Vals) és un municipi francès situat al departament de l'Ardecha i a la regió d'Alvèrnia-Roine-Alps. L'any 2007 tenia 538 habitants.

## Demografia

### Població
El 2007 la població de fet de Saint-Andéol-de-Vals era de 538 persones. Hi havia 236 famílies de les quals 76 eren unipersonals (44 homes vivint sols i 32 dones vivint soles), 76 parelles sense fills, 68 parelles amb fills i 16 famílies monoparentals amb fills.
La població ha evolucionat segons el següent gràfic:
Habitants censats

### Habitatges
El 2007 hi havia 379 habitatges, 241 eren l'habitatge principal de la família, 119 eren segones residències i 19 estaven desocupats. 353 eren cases i 24 eren apartaments. Dels 241 habitatges principals, 168 estaven ocupats pels seus propietaris, 59 estaven llogats i ocupats pels llogaters i 14 estaven cedits a títol gratuït; 1 tenia una cambra, 21 en tenien dues, 57 en tenien tres, 57 en tenien quatre i 105 en tenien cinc o més. 163 habitatges disposaven pel capbaix d'una plaça de pàrquing. A 111 habitatges hi havia un automòbil i a 111 n'hi havia dos o més.

### Piràmide de població
La piràmide de població per edats i sexe el 2009 era:
| Homes | Edats   | Dones |
| ----- | ------- | ----- |
| 0     | 95 o +  | 0     |
| 0     | 90 a 94 | 4     |
| 4     | 85 a 89 | 8     |
| 4     | 80 a 84 | 0     |
| 4     | 75 a 79 | 20    |
| 12    | 70 a 74 | 8     |
| 16    | 65 a 69 | 8     |
| 12    | 60 a 64 | 16    |
| 4     | 55 a 59 | 0     |
| 24    | 50 a 54 | 4     |
| 24    | 45 a 49 | 20    |
| 16    | 40 a 44 | 20    |
| 20    | 35 a 39 | 12    |
| 20    | 30 a 34 | 16    |
| 8     | 25 a 29 | 12    |
| 0     | 20 a 24 | 0     |
| 20    | 15 a 19 | 8     |
| 24    | 10 a 14 | 32    |
| 4     | 5 a 9   | 32    |
| 12    | 0 a 4   | 4     |

## Economia
El 2007 la població en edat de treballar era de 347 persones, 247 eren actives i 100 eren inactives. De les 247 persones actives 205 estaven ocupades (109 homes i 96 dones) i 42 estaven aturades (20 homes i 22 dones). De les 100 persones inactives 46 estaven jubilades, 24 estaven estudiant i 30 estaven classificades com a «altres inactius».

### Ingressos
El 2009 a Saint-Andéol-de-Vals hi havia 221 unitats fiscals que integraven 507 persones, la mediana anual d'ingressos fiscals per persona era de 15.942 €.

### Activitats econòmiques
Dels 11 establiments que hi havia el 2007, 4 eren d'empreses de construcció, 4 d'empreses de comerç i reparació d'automòbils, 1 d'una empresa de transport, 1 d'una empresa de serveis i 1 d'una empresa classificada com a «altres activitats de serveis».
Dels 4 establiments de servei als particulars que hi havia el 2009, 1 era un guixaire pintor i 3 lampisteries.
L'any 2000 a Saint-Andéol-de-Vals hi havia 21 explotacions agrícoles que ocupaven un total de 69 hectàrees.

## Equipaments sanitaris i escolars
El 2009 hi havia una escola elemental.

## Poblacions més properes
El següent diagrama mostra les poblacions més properes.